# Ken Ross
Kenneth Ross es un fotógrafo comercial independiente estadounidense que se especializó en viajes, locaciones y fotografía corporativa de 1985 a 2010. En 2005, fundó la Fundación Elisabeth Kübler-Ross, de la que actualmente se desempeña como presidente. Tiene su sede en Scottsdale, Arizona, y también ha vivido en Australia, Suiza y Suecia.

## Carrera
Ken Ross recibió su educación universitaria en Estados Unidos y Suiza. Comenzó su carrera fotográfica en Sydney, Australia, en 1985, y su trabajo lo ha llevado a 112 países. A lo largo de su carrera, trabajó con varias agencias fotográficas destacadas, entre ellas Grazia Neri en Milán, Italia, Pacific Press Service en Tokio y Gamma-Liaison en la ciudad de Nueva York, que representó su trabajo fotográfico.
Las fotografías de Ross han aparecido en numerosos libros publicados en Estados Unidos y Europa, incluido su proyecto Real Taste of Life. Su trabajo ha sido expuesto en Phoenix, Nueva York, Japón y México. En mayo de 2008, Ross realizó su primera exposición en un museo, una exposición individual en el Museo de Historia De San Pedro (Monterrey), México. Anteriormente colaboró con Through Each Others Eyes (TEOE), una organización sin fines de lucro de Arizona que promueve el entendimiento internacional a través de la fotografía.
En los últimos años, Ross se ha centrado más en su organización sin fines de lucro, la Fundación Elisabeth Kübler-Ross (EKR), que tiene capítulos en doce países y continúa el legado de su madre. La fundación se centra principalmente en cuidados paliativos y duelo. En 2018, la Universidad de Stanford adquirió todos los archivos de la Dra. Kübler-Ross. Para conmemorar el 50 aniversario de On Death & Dying, Ross participó en varias entrevistas, incluidas Radiolab, Irish National Radio, "Witness History" de la BBC y Australian Broadcasting Corp. (ABC), discutiendo el legado de su madre. Entre 2022 y 2023 realizó presentaciones en Ecuador, Guatemala, India, México, Nepal, Singapur y Uganda en representación de la Fundación Elisabeth Kübler-Ross.
Como presidente de la Fundación Elisabeth Kübler-Ross, Ross gestiona las relaciones con más de 80 editores del trabajo de la Dra. Kübler-Ross en 44 idiomas, supervisa las relaciones públicas, aborda cuestiones de derechos de autor y marcas registradas, desarrolla capítulos internacionales de EKR, forja asociaciones estratégicas y es curador de su archivo. También está trabajando en una versión cinematográfica dramatizada de la historia de vida de su madre.
En 2023, Ross fue incluido en Marquis Who's Who en Estados Unidos y fue nombrado miembro honorario de la Facultad de Economía de la Universidad de Indonesia (Yakarta). Es miembro de la junta directiva de Open to Hopey del consejo asesor del Humane Prison Hospice Project, a partir de 2024.
Ken Ross es copropietario de cuatro marcas comerciales, incluido el nombre de su madre, Elisabeth Kübler-Ross®, y Kübler-Ross Change Curve®, a través de Elisabeth Kübler-Ross Family Limited Partnership.

## Vida personal
Kenneth Ross es hijo de la reconocida pionera en cuidados paliativos, la Dra. Elisabeth Kübler-Ross y el Dr. Emanuel "Manny" Ross, quien se desempeñó como director de neuropatología y del programa de residencia en patología en el Centro Médico de la Universidad de Loyola en Maywood, Illinois. En su adolescencia, Ross asistió a una escuela de montañismo en Zermatt, Suiza, en 1974 y 1978. Escaló una montaña de 14.000 pies dos semanas antes de cumplir dieciocho años. Durante la década de 1970, también comenzó a tocar la batería, y en 1979 y 1980 actuó con una banda de rock en la Universidad de Harvard en Cambridge, Massachusetts. En 1982, Ross se mudó a Lugano, Suiza, para asistir al Franklin College.